# Буковець (Ходзезький повіт)
Буковець (пол. Bukowiec, нім. Gramsdorf) — село в Польщі, у гміні Будзинь Ходзезького повіту Великопольського воєводства.
Населення — 433 особи (2011).
У 1975-1998 роках село належало до Пільського воєводства.

## Демографія
Демографічна структура станом на 31 березня 2011 року:
|          | Загалом | Допрацездатний вік | Працездатний вік | Постпрацездатний вік |
| -------- | ------- | ------------------ | ---------------- | -------------------- |
| Чоловіки | 232     | 56                 | 163              | 13                   |
| Жінки    | 201     | 46                 | 124              | 31                   |
| Разом    | 433     | 102                | 287              | 44                   |